# Formostenus flavorbitalis
Formostenus flavorbitalis là một loài tò vò trong họ Ichneumonidae.